# Thập lực
Thập lực (zh. 十力, sa. daśabala, pi. dasabala) chỉ mười năng lực hiểu biết siêu nhiên, mười trí đặc biệt của một vị Phật. Thập lực bao gồm:
1. Tri thị xứ phi xứ trí lực (zh. 知是處非處智力, sa. sthānāsthānajñāna, pi. ṭhānāṭhāna-ñāṇa): Biết rõ tính khả thi và tính bất khả thi trong mọi trường hợp;
2. Tri tam thế nghiệp báo trí lực (zh. 知三世業報智力, sa. karmavipākajñāna, pi. kammavipāka-ñāṇa): Biết rõ luật nhân quả, quả báo, tức là Nghiệp nào tạo quả nào;
3. Tri nhất thiết sở đạo trí lực (zh. 知一切所道智力, sa. sarvatragāminīpratipajjñāna, pi. sabbattha-gāminī-paṭipadāñāṇa): Biết rõ nguyên nhân nào dẫn đến con đường tái sinh nào;
4. Tri chủng chủng giới trí lực (zh. 知種種界智力, sa. anekadhātu-nānādhātujñāna, pi. anekadhātu-nānādhātu-ñāṇa): Biết rõ các thế giới với những yếu tố thành lập của chúng;
5. Tri chủng chủng giải trí lực (zh. 知種種解智力, sa. nānādhimukti-jñāna, pi. nānādhimuttikatāñāṇa): Biết rõ cá tính của chúng sinh;
6. Tri nhất thiết chúng sinh tâm tính trí lực (zh. 知一切眾生心性智力, sa. indriyapārapara-jñāna, pi. indriyaparopariyatta-ñāṇa): Biết rõ căn cơ học đạo cao thấp của mọi chúng sinh;
7. Tri chư thiền giải thoát tam-muội trí lực (zh. 知諸禪解脫三昧智力, sa. sarvadhyāna-vimokṣa-...-jñāna, pi. jhāna-vimokkha-...-ñāṇa): Biết tất cả các cách thiền định;
8. Tri túc mệnh vô lậu trí lực (zh. 知宿命無漏智力, sa. pūrvanivāsānusmṛti-jñāna, pi. pubbennivāsānussati-ñāṇa): Biết rõ các tiền kiếp của chính mình;
9. Tri thiên nhãn vô ngại trí lực (zh. 知天眼無礙智力, sa. cyutyupapādajñāna, pi. cutūpapāta-ñāṇa): Biết rõ sự tiêu huỷ và tái xuất của chúng sinh;
10. Tri vĩnh đoạn tập khí trí lực (zh. 知永斷習氣智力, sa. āsravakṣayajñāna, pi. āsavakkhaya-ñāṇa): Biết các lậu hoặc (sa. āsrava) sẽ chấm dứt như thế nào.

Ba lực 8, 9, 10 được Phật nhắc đến khi thuật về đêm đạt Bồ-đề của mình (xem thêm Tất-đạt-đa Cồ-đàm). Chúng được gọi chung là Tam minh.